# Quilapayún (album)
Quilapayún è il primo album in studio del gruppo musicale cileno Quilapayún, pubblicato nel 1967.

## Descrizione
Il disco di esordio dei Quilapayún, inizialmente un trio, vede il gruppo alla sua seconda formazione di quartetto, composto da: Julio Carrasco, Eduardo Carrasco, Carlos Quezada e Pedro Ávalos, mentre la loro strumentazione è composta da chitarra, charango, pinquillo, bombo e quena.
L'album vede il cantautore cileno Víctor Jara alla direzione del gruppo, subentrato nel ruolo dopo Ángel Parra. La direzione di Jara conferisce al gruppo le sue caratteristiche esibizioni solenni e austere e lo presenta alla casa discografica Odeon, permettendo così la pubblicazione di questo disco. Jara scrive inoltre tre brani del disco: La cueca triste, La cancion del minero e Somos pajaros libres. Un altro brano è invece opera di Ángel Parra, El pueblo, mentre i restanti brani sono opera dei Quilapayún e di altri autori o brani folkloristici tradizionali.
I brani La paloma e La perdida erano già stati pubblicati nel 1966 in un singolo (Odeón 3819) precedente all'album.

## Edizioni
Questo album è stato pubblicato per la prima volta nel 1967, in formato LP, non è mai stato pubblicato in formato CD, ma nel 2020 la sua versione in digitale è stata messa in vendita e ascoltabile in streaming sui principali siti dedicati. È stato pubblicato in diverse nazioni, sempre con identica track-list ma, in un caso, con titolo modificato.
- 1967 – LP, EMI Odeòn LDC-36614, Cile, versione mono
- 1967 – LP, EMI Odeòn SLDC-36614, Cile, versione stereo
- 1968 – LP, Pathé Marconi EMI 4062, Argentina
- 1970 – LP, EMI Odeòn URL 20747, Uruguay
- 1974 – LP, EMI 7399, Venezuela
- 1978 – Folklore aus den chilenischen Anden, LP, EMI Odeòn 1C052-80546, Germania Ovest
- LP, Foton LPF. 003, Messico

## Tracce
1. La paloma – 2:39 (Eduardo Carrasco)
2. El forastero – 3:22 (testo: Carlos Préndez Saldías – musica: Eduardo Carrasco)
3. El canto del cuculí – 3:38 (musica: Eduardo Carrasco)
4. El pueblo – 2:42 (Ángel Parra)
5. La boliviana – 2:20 (tradizionale boliviano controllare)
6. La cueca triste – 2:24 (testo: Víctor Jara – musica: Eduardo Carrasco)
7. Canción del minero – 2:54 (Víctor Jara)
8. Dos palomitas – 2:43 (musica: tradizionale)
9. Por una pequeña chispa – 2:50 (tradizionale)
10. La perdida – 2:28 (testo: Juan Ramón Jiménez – musica: Quilapayún)
11. El borrachito – 3:14 (tradizionale)
12. Somos pájaros libres – 2:54 (Víctor Jara)

Durata totale: 34:08

## Formazione
- Víctor Jara - direzione
- Eduardo Carrasco - voce, chitarre
- Julio Carrasco - voce, charango
- Carlos Quezada - voce, percussioni
- Pedro Ávalos - voce